# La Redonde
La Redonde es una roca deshabitada en el archipiélago de Les Saintes dependiente de la comuna de Terre-de-Haut en el departamento de ultramar francés de Guadalupe.  Se encuentra a 150 metros al sur de la isla de Terre-de-Haut.  Esta el extremo norte del paso de la Gran Ilet (passe du Grand Îlet). 
El acceso es muy difícil, el oleaje es siempre fuerte.